# Алієв Багадур Атабала-огли
Бахадур Атабала огли Алієв (азерб. Bahadur Atabala oğlu Əliyev; 24 лютого 1933 , Сигинджагd, Масаллінський районd  — 16 вересня 2002 , Сумгаїт ) — азербайджанський та радянський кіноактор, старший адміністратор (1965—1968) та заступник директора групи дублювання (1968—1973) кіностудії «Азербайджанфільм».

## Життєпис

### Молоді роки. Початок кар'єри
Народився 24 лютого 1933 року в селі Сигинджаг Масаллинського району Азербайджанської РСР. Ще навчаючись у середній школі, виявляв інтерес до мистецтва. Після закінчення середньої школи вступив на акторсько-кінодраматичний факультет Азербайджанського державного театрального інституту. По закінченні інституту 1956 року його направлено на Бакинську кіностудію.
За рік став актором кіностудії. Протягом 1957—1959 років з'являється в невеликих ролях у фільмах «Тіні повзуть», «Двоє з одного кварталу», «Її велике серце», «Чи можна його пробачити?» та інших.

### Відхід з кіностудії та повернення в кіно
3 жовтня 1959 року через зменшення обсягу роботи на кіностудії Бахадура Алієва звільнено з посади актора. За рік він влаштувався художнім керівником Будинку культури для глухонімих у Баку, але за два тижні написав заяву і звільнився за власним бажанням.
12 травня 1961 року повертається до роботи на кіностудії «Азербайджанфільм» імені Джафара Джаббарли, цього разу на посаду коректора. Хоча посада була адміністраторська, на кіностудії він переважно знімався в художньому кіно. Протягом 1961—1965 років знявся у фільмах «Телефоністка», «Я буду танцювати», «Ромео, мій сусід», «Велика опора», «Є і такий острів», «Чарівний халат» та інших.

### Успіх у кіно та подальша кар'єра
1964 року Багадур Алієв, який до цього знімався в епізодичних ролях, знявся у фільмі «Зірка» в примітній ролі другого плану — зіграв закоханого в головну героїню голову колгоспу Гадира. Ця роль виявилася доленосною в його кар'єрі. Після цього фільму Алієва наприкінці 1965 року призначено старшим адміністратором на кіностудії. Поряд із виконанням обов'язків адміністратора, він у цей період знявся у фільмах «Поєдинок в горах», «Остання ніч дитинства», «Нескорений батальйон», «Вовняна шаль», «Слідство триває», «Двадцять шість бакинських комісарів».
1 вересня 1969 року тодішній директор кіностудії Аділь Іскендеров призначає Алієва на посаду заступника директора дубляжної групи. На цій посаді Алієв працює до 1973 року.
Алієв продовжує зніматися в кіно. Він бере участь у багатьох азербайджанських фільмах як актор і як організатор виробництва. Також знімається в низці фільмів за межами Азербайджану, таких як «Пригоди Алі-Баби і сорока розбійників» (СРСР- Індія), «Абдулла» (Індія), «Вогняні дороги» (Узбецька РСР) та інших.
Бачачи великий інтерес Алієва до зйомок, директор кіностудії Іскендер, запропонував йому перейти в штат кіноакторів: від 24 квітня 1973 року Бахадур Алієв офіційно стає кіноактором кіностудії «Азербайджанфільм» і залишається ним аж до 1995 року, до виходу на пенсію як кіноактор вищої категорії.
Помер 16 вересня 2002 року в місті Сумгаїт від інфаркту через серцеву недостатність. Похований у рідному селі.

## Особисте життя
Бахадур Алієв був одруженим. Мав десять дітей. Дочка Шахла Алієва також тривалий час працювала на кіностудії «Азербайджанфільм» у монтажному цеху.

## Роботи

### Фільмографія
| Рік  |    | Українська назва                             | Оригінальна назва      | Роль |
| ---- | -- | -------------------------------------------- | ---------------------- | ---- |
| 1957 | ф  | Двоє з одного кварталу                       | епізод                 |      |
| 1958 | ф  | Тіні повзуть                                 | робітник               |      |
| 1958 | ф  | Її велике серце                              | Ахмед                  |      |
| 1959 | ф  | Справжній друг                               | помічник Фармана       |      |
| 1962 | ф  | Телефоністка                                 | відвідувач у ресторані |      |
| 1962 | ф  | Я буду танцювати                             | гість                  |      |
| 1962 | ф  | Велика опора                                 | епізод                 |      |
| 1964 | ф  | Чарівний халат                               | полководець Хана       |      |
| 1964 | ф  | Зірка                                        | Гадір                  |      |
| 1965 | ф  | Нескорений батальйон                         | російський офіцер      |      |
| 1965 | кф | Вовняна шаль                                 | епізод                 |      |
| 1965 | ф  | Двадцять шість бакинських комісарів          | помічник Азізбекова    |      |
| 1966 | ф  | Слідство триває                              | офіцер КДБ Алієв       |      |
| 1969 | ф  | У цьому південному місті                     | колега Мурада          |      |
| 1969 | ф  | Я пам'ятаю тебе, вчителю                     | спекулянт              |      |
| 1970 | кф | Генерал                                      | епізод                 |      |
| 1971 | ф  | Червоні маки Іссик-Куля                      | епізод                 |      |
| 1971 | ф  | Вклонися вогню                               | епізод                 |      |
| 1971 | ф  | Останній перевал                             | Ейваз                  |      |
| 1971 | ф  | Головне інтерв'ю                             | Багадур                |      |
| 1972 | кф | Мрія («Мозалан»)                             | міліціонер             |      |
| 1972 | кф | Насущне питання й останній хвіст («Мозалан») | працівник              |      |
| 1973 | ф  | Хлопці нашої вулиці                          | перехожий              |      |
| 1973 | кф | Пов'язки на очі («Мозалан»)                  |                        |      |
| 1974 | ф  | У Баку дмуть вітри                           | Багадур                |      |
| 1975 | кф | Чудовий різець («Мозалан»)                   | епізод                 |      |
| 1975 | ф  | Фірангіз                                     | Давуд                  |      |
| 1976 | кф | Пригода покупця                              | директор відділу       |      |
| 1976 | ф  | Дервіш підриває Париж                        | бей                    |      |
| 1977 | ф  | Бухта Радості                                | епізод                 |      |
| 1979 | ф  | Бабек                                        | Дівдад                 |      |
| 1979 | ф  | Ранні журавлі                                | епізод                 |      |
| 1980 | ф  | Я ще повернуся                               | епізод                 |      |
| 1980 | ф  | Пригоди Алі-Баби і сорока розбійників        | епізод                 |      |
| 1980 | ф  | Абдулла                                      | епізод                 |      |
| 1982 | ф  | Нізамі                                       | п'яниця                |      |
| 1982 | ф  | Ділова поїздка                               | житель села            |      |
| 1983 | ф  | Хочу одружитися                              | бей                    |      |
| 1985 | ф  | Дачний сезон                                 | покупець               |      |
| 1985 | ф  | Вкрали нареченого                            | гість на весіллі       |      |
| 1985 | кф | Круг («Мозалан»)                             | працівник              |      |
| 1989 | ф  | Долина предків                               | епізод                 |      |
| 1990 | ф  | Плач перелітної пташки                       | епізод                 |      |
| 1996 | ф  | Чумацький шлях                               | епізод                 |      |

### Озвучування фільмів
| Рік  |    | Українська назва                    | Оригінальна назва       | Роль |
| ---- | -- | ----------------------------------- | ----------------------- | ---- |
| 1959 | ф  | Чи можна його пробачити?            | лейтенант Расулов       |      |
| 1961 | ф  | Наша вулиця                         | Муса                    |      |
| 1963 | ф  | Ромео, мій сусід                    | Мурик                   |      |
| 1963 | ф  | Є і такий острів                    | Артур                   |      |
| 1964 | кф | Сила притягання                     | спортсмен               |      |
| 1964 | кф | Висота                              | Тофік                   |      |
| 1965 | ф  | Двадцять шість бакинських комісарів | Сулейман                |      |
| 1967 | ф  | Поєдинок в горах                    | російський прикордонник |      |
| 1968 | ф  | Остання ніч дитинства               | робітник                |      |
| 1972 | ф  | Життя випробовує нас                | співробітник ДПС        |      |
| 1975 | кф | Чудовий різець («Мозалан»)          | дисертант               |      |
| 1981 | кф | Рішення («Мозалан»)                 | начальник ЖЕКу          |      |